# Chance Vought F7U Cutlass

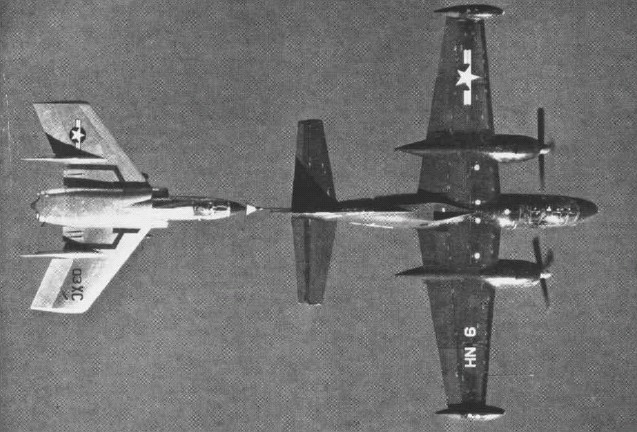
Cutlass tankuje w locie z North American AJ-2 Savage

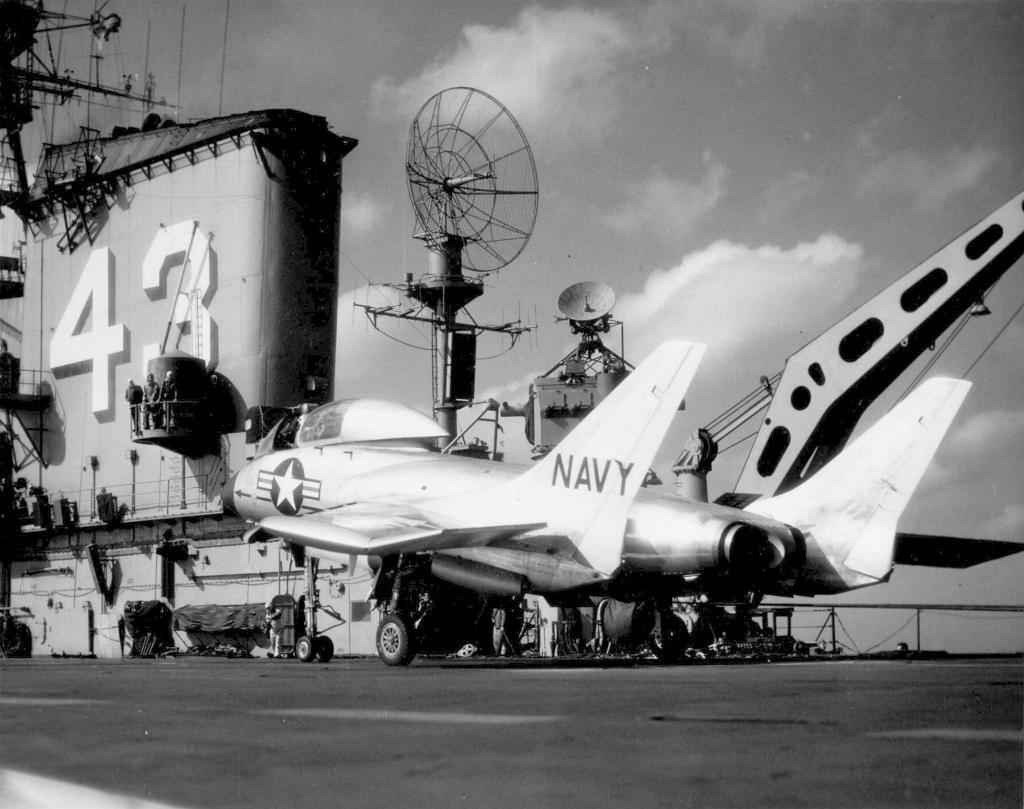
Cutlass na pokładzie USS Coral Sea

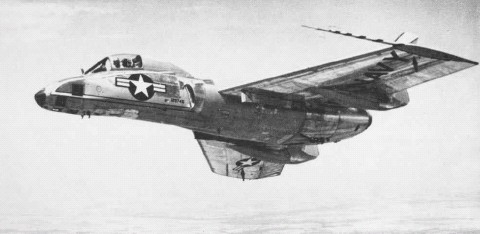
F7U-3P, samolot rozpoznawczy

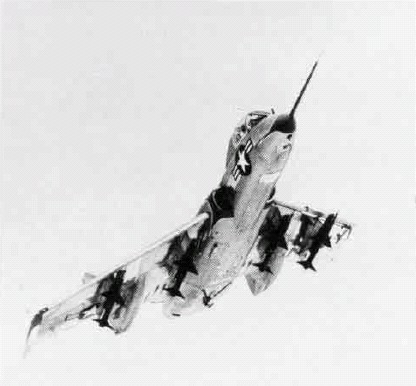
Cutlass z podwieszonymi pociskami rakietowymi Sparrow

Chance Vought F7U Cutlass – amerykański pokładowy samolot myśliwski opracowany w latach 40. XX wieku. Wyróżniał się niecodzienną konstrukcją, rzekomo wzorowaną na zdobytych pod koniec II wojny światowej planach niemieckiego przedsiębiorstwa Arado Flugzeugwerke, choć inżynierowie Voughta zaprzeczali jakimkolwiek powiązaniom ich maszyny z niemieckimi konstrukcjami. F7U był ostatnim samolotem zaprojektowanym przez Rexa Beisela. Ze względu na nieortodoksyjną konstrukcję i zbyt słabe silniki Cutlass był problematyczny zarówno dla pilotów, jak i dla mechaników. W katastrofach tego myśliwca zginęło czterech oblatywaczy i 21 lotników US Navy.

## Rozwój konstrukcji

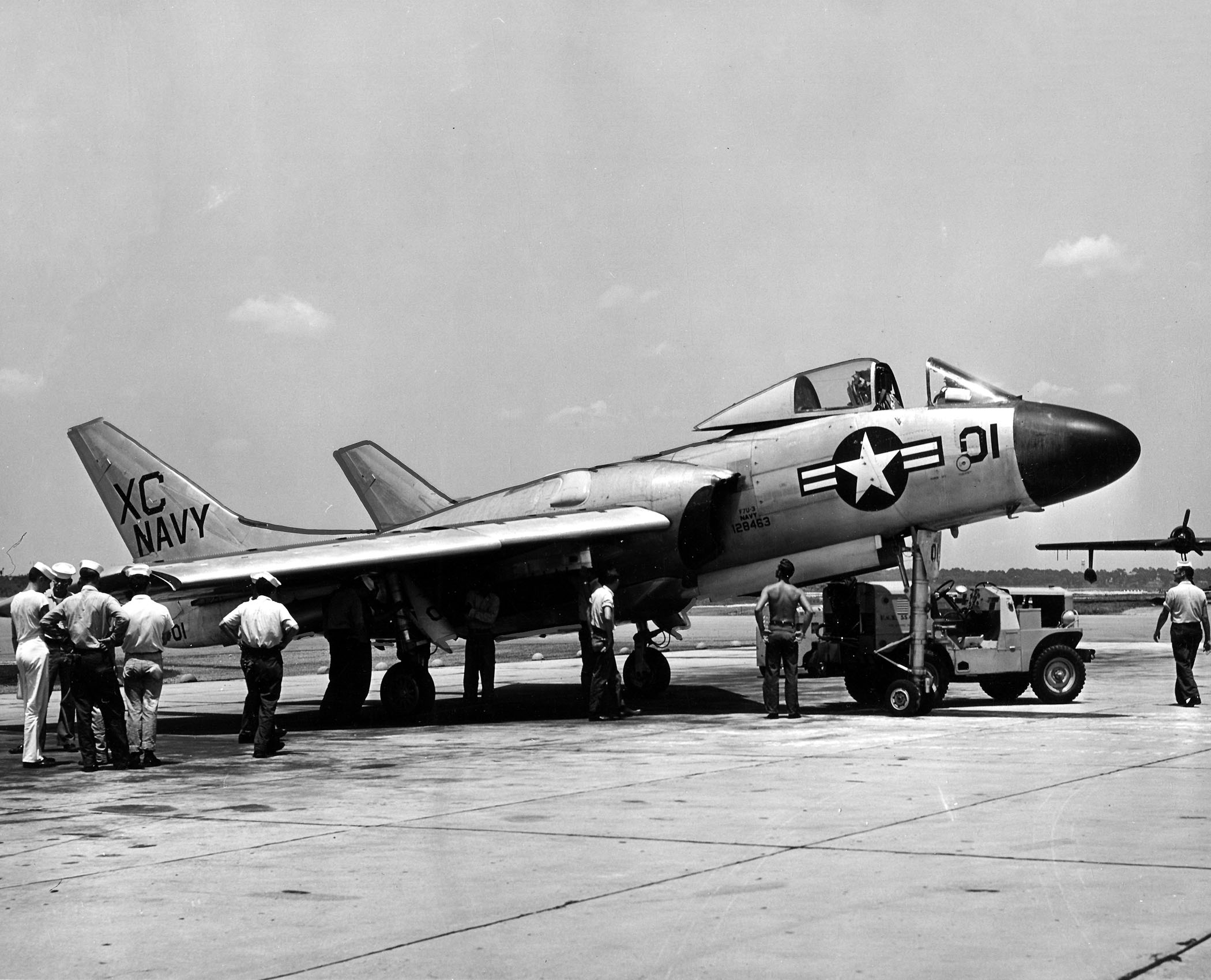
Vought F7U Cutlass w Naval Air Station Jacksonville

Cutlass był propozycją Voughta w konkursie na nowy myśliwiec otwartym 1 czerwca 1945 roku. Wkład w jego opracowanie miał między innymi były konstruktor Messerschmitta Waldemar Voigt, który skorzystał z doświadczenia przy projekcie P.1112. Samolot miał być w stanie rozwinąć prędkość 600 mil na godzinę na 40 000 stóp (966 km/h na 12 200 metrach). Zewnętrznie Cutlass wyróżniał się mocnym skosem skrzydeł, podwójnym statecznikiem pionowym wieńczącym krótki kadłub i wysuniętym do przodu kokpitem, aby zapewnić pilotowi dobrą widoczność na podejściu do lotniskowca. Wewnętrzne oznaczenie samolotu brzmiało V-346 i dopiero po zwycięstwie w konkursie zmieniono je na F7U.
Skrzydła wyposażono w sloty na całej długości krawędzi natarcia. Wszystkie powierzchnie sterowe były kontrolowane hydraulicznie. Najpoważniejszymi wadami Cutlassa były: długa goleń podwozia przedniego (zapewniająca wysoki kąt natarcia niezbędny przy startach z lotniskowca, ale delikatna, a więc ciągle grożąca złamaniem) i zbyt słabe silniki turboodrzutowe Westinghouse J46, które potrafiły nawet zgasnąć w deszczu. Amerykańscy piloci nadali myśliwcowi przezwisko Gutless Cutlass („Tchórzliwy Kordelas” lub „Kordelas Bez Ikry”) oraz mniej złośliwy: „modliszka”.

## Użycie

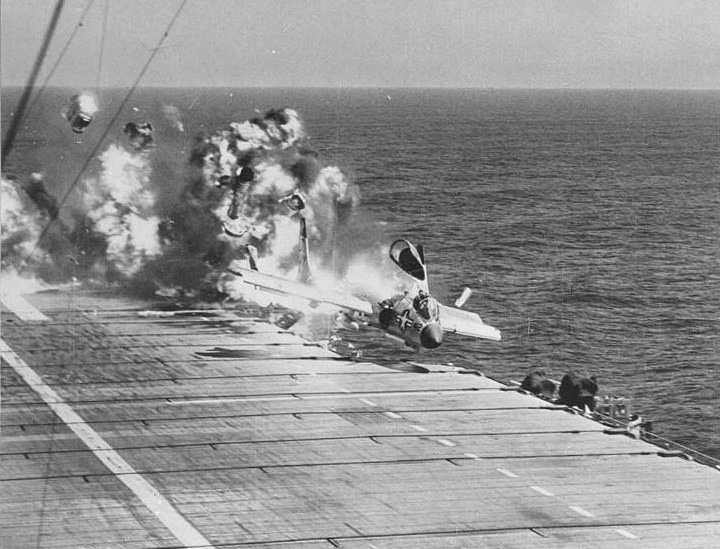
F7U-3 z eskadry VF-124 rozbija się przy lądowaniu na USS Hancock (CV-19) 14 lipca 1955 roku. Pilot Jay T. Alkire oraz trzech członków personelu pokładowego stracili życie

W 1946 roku zamówiono trzy prototypy. Pierwszy wzniósł się w powietrze w Naval Air Station Patuxent River 29 września 1948 roku, z oblatywaczem Voughta, J. Robertem Bakerem, w kokpicie. W fazie testów jeden z prototypów rozpędzono do maksymalnej prędkości 625 mil (1058 kilometrów) na godzinę. Zamówienie złożono na wersję F7U-1, a w późniejszym czasie opracowano także wersje F7U-2 i F7U-3 z mocniejszymi silnikami. Jednak to właśnie problemy z nimi sprawiły, że F7U-2 nigdy nie został wybudowany, a F7U-3 poddano głębokim przeróbkom na podstawie doświadczeń z wersją „-1”. Pierwsze szesnaście F7U-3 miało silniki Allison J35-29 bez dopalacza, dopiero F7U-3 z silnikami Westinghouse J46-WE-8B stały się ostateczną wersją Cutlassa. Wyprodukowano ich 288 sztuk, które trafiły do 13 eskadr US Navy. Rozwój konstrukcji przerwano wraz z pierwszym lotem nowego myśliwca Vought F8U Crusader.
Pierwszą eskadrą, która otrzymała F7U, była myśliwska VF-81 (w kwietniu 1954 roku), ostatnią – szturmowa VA-66 (w listopadzie 1957 roku). Niektóre eskadry w ogóle nie podjęły służby operacyjnej z Cutlassami, a większość z tych, które wyszły z nimi w morze, musiało je tymczasowo odstawiać na ląd z powodu problemów, jakie sprawiały. Rejsy operacyjne z Cutlassami odbyły następujące eskadry:
- 124. Eskadra Myśliwska (VF-124), USS Hancock (CVA-19), sierpień 1955 – marzec 1956;
- 81. Eskadra Myśliwska (VF-81), USS Ticonderoga (CVA-14), listopad 1955 – sierpień 1956;
- 86. Eskadra Szturmowa (VA-86), USS Forrestal (CVA-59), styczeń – marzec 1956, rejs próbny okrętu;
- 83. Eskadra Szturmowa (VA-83), USS Intrepid (CVA-11), marzec  – wrzesień 1956;
- 116. Eskadra Myśliwska (VA-116), USS Hancock (CVA-19)
- 151. Eskadra Szturmowa (VA-151), USS Lexington (CVA-16)
- 212. Eskadra Szturmowa (VA-212), USS Bon Homme Richard (CVA-31), sierpień 1956 – luty 1957.
- 4. Eskadra Testowa (Air Test and Evaluation Squadron, VX-4), USS Shangri-La (CVA-38) i USS Lexington (CVA-16)

### Blue Angels
Zespół akrobacyjny US Navy Blue Angels latał dwoma F7U-1 w sezonie pokazowym 1953. Były to dodatkowe maszyny (Blue Angels latali wówczas myśliwcami F9F-5 Panther), których używano, aby promować nową konstrukcję, nie zaś w regularnych pokazach. Piloci i personel naziemny byli niezadowoleni z możliwości Cutlassów, które najwyraźniej wciąż nie były dojrzałą konstrukcją, przede wszystkim lotnicy wielokrotnie musieli radzić sobie z gasnącymi w powietrzu silnikami. Uznano je więc za niezdatne do pokazów lotniczych i odstawiono do Naval Air Station Memphis, gdzie stały się pomocami szkolnymi dla kształconych tam mechaników.

## Wersje
XF7U-1
Trzy prototypy zamówione 25 czerwca 1946 roku. Pierwszy lot: 29 września 1948 roku, wszystkie trzy egzemplarze utracono w wypadkach.
F7U-1
Pierwotna wersja produkcyjna. Zbudowano 14 egzemplarzy. Napędzany przez dwa silniki J34-WE-32.
F7U-2
Wersja proponowana, miała być napędzana silnikami Westinghouse J34-WE-42 z dopalaczami, jednak zamówienie na 88 maszyn anulowano.
XF7U-3
Oznaczenie prototypu wersji F7U-3, nr 128451. Pierwszy lot: 20 grudnia 1951 roku.
F7U-3
Ostateczna wersja produkcyjna, 192 egzemplarze.
F7U-3P
Samolot zwiadu fotograficznego. Zbudowano 12 egzemplarzy. Nos wydłużony o 63 centymetry mógł pomieścić sprzęt fotograficzny. Żaden samolot nie podjął służby operacyjnej, wykorzystywano je wyłącznie do badań i testów.
F7U-3M
Wersja mogąca przenosić cztery pociski powietrze-powietrze AAM-N-2 Sparrow I, zbudowano 98 egzemplarzy. 48 F7U-3 zmodyfikowano do standardu F7U-3M. Zamówienie na 202 maszyny anulowano.
A2U-1
Oznaczenie dla anulowanej serii 250 samolotów w wersji szturmowej.

## Egzemplarze istniejące do dziś
Wiadomo o siedmiu Cutlassach, które przetrwały po dziś dzień:
F7U-3 nr 128451
Prototyp F7U-3, obecnie w muzeum USS Midway w San Diego, ma być połączony z Cutlassem nr 129565, aby stworzyć jeden kompletny samolot.
F7U-3 nr 129554
Obecnie odbudowywany Museum of Flight w Everett.
F7U-3 nr 129565
W muzeum USS Midway w San Diego.
F7U-3 nr 129622
Zdekompletowany, w prywatnej kolekcji historyka Ala Casby’ego w Phoenix.
F7U-3 nr 129642
Wystawiony w Wings of Freedom Aviation Museum w Naval Air Station Joint Reserve Base Willow Grove w stanie Pensylwania.
F7U-3 nr 129655
W National Museum of Naval Aviation w NAS Pensacola na Florydzie. F7U-3 zmodernizowany do wersji F7U-3M .
F7U-3 nr 129685
Przez wiele lat w prywatnej kolekcji Waltera Soplaty z Ohio.